# جيمي كولمان
جيمي كولمان (بالإنجليزية: Jamie Coleman)‏ هو لاعب كرة قدم أمريكية أمريكي، ولد في 16 يونيو 1975.

## وصلات خارجية
- جيمي كولمان على موقع JustSportsStats.com (الإنجليزية)